# Transtornos de personalidade do Cluster B
Os transtornos de personalidade do Cluster B são uma categorização de transtornos de personalidade, conforme definido no DSM-IV e no DSM-5. Eles são caracterizados por pensamentos, comportamentos e interações com outras pessoas dramáticas, excessivamente emocionais ou imprevisíveis. Eles incluem o  transtorno de personalidade antissocial, o transtorno de personalidade borderline, o transtorno de personalidade histriónica e o transtorno de personalidade narcisista. O Serviço Nacional de Saúde Britânico descreveu as pessoas com estes transtornos por "lutarem para se relacionarem com os outros. Como resultado, elas mostram padrões de comportamento que a maioria consideraria dramático, errático, ameaçador ou perturbador."

## Transtornos de personalidade do Cluster B reconhecidos
Cada um desses distúrbios, embora semelhante, têm sintomas, diagnósticos e causas variadas.
- Transtorno de personalidade anti-social[4] (código 301.7 do DSM-IV):
  - Sintomas: Indiferença e manipulação rotineira, exploração e violação dos direitos de terceiros. Também pode ser caracterizado pela violação da lei.
  - Causa: Os sinais do transtorno da personalidade antissocial geralmente tornam-se evidentes na infância. Consequentemente, embora que a causa seja desconhecida, mas que uma infância mais difícil pode levar ao DPA.[5]
  - Diagnóstico: embora os sintomas possam começar a aparecer nos primeiros anos da adolescência, o diagnóstico não pode ser dado até a idade adulta. Para ser diagnosticado, o paciente deve se enquadrar em pelo menos sete dos indicadores mais comuns, como falta de empatia, manipulação, impulsividade, imprudência, irresponsabilidade, apatia e irritabilidade.
- Transtorno de personalidade borderline (código DSM-IV 301.83):
  - Sintomas: dificuldade em regular as emoções, impulsividade, automutilação, sentimentos dissociativos e até episódios psicóticos.
  - Causa: 1. Genética - aqueles com um membro da família que tenha TPB são considerados mais propensos a desenvolver o transtorno. 2 Trauma - o trauma, como agressão ou negligência na infância, pode levar ao TPB.
  - Diagnóstico: Ao contrário de muitos transtornos psicológicos, não há diretrizes rígidas para o diagnóstico do transtorno de personalidade borderline.[6]
- Transtorno de personalidade histriónica (código DSM-IV 301.50):
  - Sintomas: um desejo irresistível por atenção, emoções cronicamente instáveis, sensibilidade, credulidade e comportamento imprudente.
  - Causa: acredita-se que o transtorno da personalidade histriônica possa ser herdado geneticamente ou um comportamento aprendido na primeira infância.
  - Diagnóstico: não há diretrizes rígidas; entretanto para diagnosticar o transtorno; o médico pode começar por avaliar o histórico médico e o bem-estar físico do paciente para garantir que as causas dos sintomas sejam mentais e não físicas.[7]
- Transtorno de personalidade narcisista (código DSM-IV 301.81):
  - Sintomas: um senso exagerado de auto-importância, problemas subjacentes de auto-estima profunda, dramatismo, manipulação, inveja, arrogância, impaciência, depressão. Como o TPH, o TPN pode causar aos indivíduos uma necessidade excessiva de obter atenção e aprovação.
  - Causas: podem ser causadas por fatores genéticos, ambientais ou neurobiológicos.
  - Diagnóstico: o TPN pode muitas vezes não ser diagnosticado, pois os pacientes costumam apresentar sintomas semelhantes a outros distúrbios ou podem não estar dispostos a admitir que há algo de errado. Pode ser tratada com psicoterapia.[8]

## Traços do Cluster B e sintomas comuns
Os transtornos de personalidade do cluster B são todos caracterizados por desregulação emocional, impulsividade e conflitos interpessoais frequentes. Esses indivíduos apresentam-se como "dramáticos", "emocionais" e "erráticos". O tema predominante e o traço compartilhado entre as personalidades do cluster B é a falta de empatia emocional e a presença de egocentrismo. O Dr. Simon Baron-Cohen postulou que a empatia é um espectro, numa extremidade da distribuição está a "empatia zero-negativa"; é aqui que se situam os transtornos de personalidade antissocial, limítrofe e narcisista, razão pela qual os indivíduos com estes transtornos de personalidade são capazes de desumanizar os outros, levando a atos de crueldade. Borderlines, sociopatas e narcisistas são considerados "empatia zero-negativa" porque são "inequivocamente prejudiciais para os sofredores e todos aqueles ao seu redor". O Dr. Baron-Cohen não incluiu o transtorno de personalidade histriónica na categoria de empatia negativa-zero porque eles são capazes de empatiazar. Os indivíduos com transtorno de personalidade histriónica têm maior capacidade para relações de dependência do que aqueles que sofrem com os transtornos de personalidade narcisista, borderline e antissocial, sendo mais expressivos emocionalmente e menos indiferentes aos outros.